# إدوارد تشارلز تومسون
إدوارد تشارلز تومسون (بالإنجليزية: Edward Thompson)‏ هو سياسي بريطاني (وحمل سابقاً جنسية المملكة المتحدة لبريطانيا العظمى وأيرلندا)، ولد في 1851، وتوفي في 20 يناير 1933. في الانتخابات الفرعية في مجلس العموم البريطاني ‏، انتخب عضو برلمان المملكة المتحدة الـ27 عن دائرة North Monaghan (UK Parliament constituency) ‏ ( – 8 يناير 1906).